# Valea Lungă-Ogrea, Dâmbovița
Valea Lungă-Ogrea (în trecut, Ogrea) este un sat în comuna Valea Lungă din județul Dâmbovița, Muntenia, România.